# Rachispoda spatulata
Rachispoda spatulata är en tvåvingeart som beskrevs av Wheeler 1995. Rachispoda spatulata ingår i släktet Rachispoda och familjen hoppflugor.
Artens utbredningsområde är Kalifornien. Inga underarter finns listade i Catalogue of Life.